# Ејвон (Северна Каролина)
Ејвон (енгл. Avon) насељено је место без административног статуса у америчкој савезној држави Северна Каролина.

## Демографија
По попису из 2010. године број становника је 776.
| Група             | 2000.    | 2010.       |
| Белци             | 0 (0,0%) | 712 (91,8%) |
| Афроамериканци    | 0 (0,0%) | 1 (0,1%)    |
| Азијати           | 0 (0,0%) | 0 (0,0%)    |
| Хиспаноамериканци | 0 (0,0%) | 58 (7,5%)   |
| Укупно            | 0        | 776         |